# David Peace

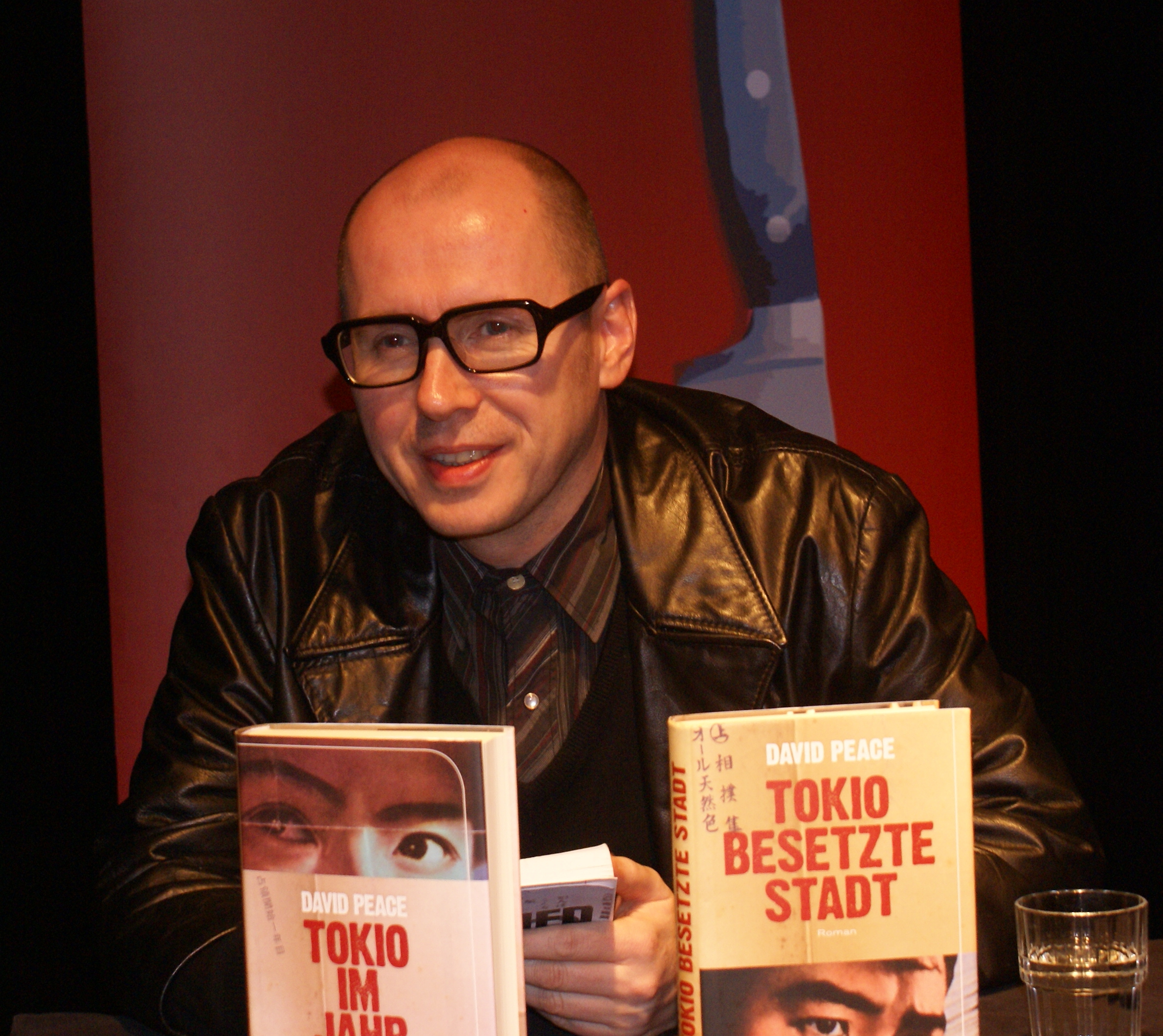
David Peace

David Peace, nacido en 1967 en Osset en el West Yorkshire, es un escritor inglés.

## Biografía
Se da a conocer en Francia a principio de los años 2000 con la publicación por François Guérif del Cuarteto del Yorkshire (1974, 1977, 1980 y 1983). Esas cuatro novelas extrañas, de un pesimismo difícilmente igualable, hacen de Peace uno de los autores más originales de la novela negra contemporánea. Inspiradas por el caso de Peter Sutcliffe, un asesino en serie que actuó desde finales de los años 1970 hasta mediados de los 80, esas novelas de intriga tortuosa, repletas de criminales sexuales y de marginales, de policías brutales y corruptos, tienen bastantes puntos en común con el Cuarteto de Los Angeles de James Ellroy, uno de los maestros de David Peace.
Sin embargo el ambiente de esas cuatro novelas, brumoso, lluvioso, desesperado y cold es típicamente inglés. Una Inglaterra thatcheriana, la del Norte, de Leeds, de Manchester y Sheffield con sus suburbios obreros, sus pubs, sus dramas y sus excluidos sociales. Peace se sitúa en la línea de otros grandes novelistas ingleses como Derek Raymond, Ted Lewis o John Harvey. Por otro lado, su estilo obsesivo, desregulado, lírico hasta la exageración y de una crueldad extrema le asemejan a Sade o a Lautréamont.
Después, Peace publica GB 84, novela muy política sobre la época Thatcher, y The Damned Utd, biografía novelada sobre Brian Clough, célebre futbolista inglés, gran goleador, que se convirtió en mánager con un fuerte carácter y de mucho temperamento. Peace describe el clima de corrupción que reinaba en el fútbol inglés de los años 1970.
Con Tokyo año cero, primer volumen de una trilogía sobre el Japón de la posguerra, vuelve a la novela negra y ofrece un retrato escalofriante de la sociedad japonesa tras la debacle, entre la reconstrucción de un país totalmente destruido y el peso de la culpabilidad todavía no asumida por los que han hecho y perdido la guerra. Tokyo ciudad ocupada, segundo volumen, da la palabra a los muertos tras el caso Sadamichi Hirasawa, en un homenaje a la película Rashōmon. Con Tokyo Redux, centrada en la desaparición real del presidente de los ferrocarriles nacionales, Sadanori Shimoyama, el 5 de julio de 1949 Peace cierra su trilogía japonesa. El crimen sin resolver de este alto cargo de gobierno japonés sirve de excusa a Peace para presentar tres momentos diferentes de la historia de Japón: el país aún devastado tras la Segunda Guerra Mundial en 1949, los años de reconstrucción y crecimiento económico cristalizados en los Juegos Olímpicos de 1964 y el asentamiento definitivo de la nación entre las grandes potencias económicas mundiales coincidente con el fallecimiento del emperador Hiro Hito en 1 988.
En su novela Red or dead, evoca la vida del entrenador de fútbol Bill Shankly.
David Peace vive y trabaja desde hace muchos años en Tokio con su familia.

## Obras

### Cuarteto del Yorkshire
- 1974
- 1977
- 1980
- 1983

### Trilogía de Tokio
- Tokio Año Cero
- Ciudad ocupada
- Tokio redux

Esta trilogía está publicada en castellano por la Editorial, Hoja de Lata.

### Novelas independientes 2022
- GB 84
- The Damned Utd
- Red or Dead

## Adaptaciones televisivas y cinematográficas
1974, 1977, 1980 y 1983 fueron adaptadas en la televisión británica en 2009 bajo el título de The Red Riding Trilogy.
The Damned Utd fue adaptado al cine en 2009.